# Schönfeld (Saksen)
Schönfeld is een gemeente in de Duitse deelstaat Saksen, en maakt deel uit van de Landkreis Meißen.
Schönfeld telt 1.826 inwoners.
Deze plaats kan worden beschouwd als het stamslot van alle takken van de familie Schönfeld, in Duitsland en daarbuiten. In een oorkonde uit 1216 werd Tammo van Sconevelt voor het eerst als leenheer genoemd. Eerst volgde de bouw van een weertoren. Vanaf 1460 wordt hier een bucht in twee delen in Saksische renaissancestijl gebouwd.  Deze burcht, die al vanaf de 15e eeuw niet meer in bezit van de familie Schönfeld was, is in de 19e eeuw omgebouwd tot een barokslot en bestaat nog steeds.
Coswig ·
Diera-Zehren ·
Ebersbach ·
Glaubitz ·
Gröditz ·
Großenhain ·
Hirschstein ·
Käbschütztal ·
Klipphausen ·
Lampertswalde ·
Lommatzsch ·
Meißen ·
Moritzburg ·
Niederau ·
Nossen ·
Nünchritz ·
Priestewitz ·
Radebeul ·
Radeburg ·
Riesa ·
Röderaue ·
Schönfeld ·
Stauchitz ·
Strehla ·
Thiendorf ·
Weinböhla ·
Weißig a. Raschütz ·
Wülknitz ·
Zeithain